# Stryphnus unguiculus
Stryphnus unguiculus är en svampdjursart som beskrevs av William Johnson Sollas 1886. Stryphnus unguiculus ingår i släktet Stryphnus och familjen Ancorinidae. Inga underarter finns listade i Catalogue of Life.